# Holorusia laticellula
Holorusia laticellula är en tvåvingeart som först beskrevs av Alexander 1949.  Holorusia laticellula ingår i släktet Holorusia och familjen storharkrankar. Inga underarter finns listade i Catalogue of Life.